# 養命泉
養命泉（ようめいせん）は、日本の入浴剤メーカーであるヤングビーナス薬品工業株式会社が製造・販売する薬用入浴剤である。同社によって商標登録もされている。

## 製品概要
正式な商品名は、薬用入浴剤養命泉（やくようにゅうよくざいようめいせん）である。別府温泉精製湯の花エキスを基剤として配合しており、冷え症・荒れ性・神経痛・リウマチ・しもやけ・ひび・あかぎれ・うちみ・くじき・肩こり・腰痛・痔・あせも・湿疹・疲労回復・産前産後の冷え症・にきびに効果があるとして販売されている。